# Cộng hòa Nhân dân Bénin
Cộng hòa Nhân dân Bénin (tiếng Pháp: République populaire du Bénin) là tên chính thức của Bénin trong thời kỳ quốc gia này là một nước xã hội chủ nghĩa từ ngày 30 tháng 11 năm 1975 đến ngày 1 tháng 3 năm 1990.
Cộng hòa nhân dân Bénin được thành lập ngày 30 tháng 11 năm 1975, ngay sau khi cuộc đảo chính năm 1972 ở Cộng hòa Dahomey. Quốc gia này kéo dài cho đến ngày 1 tháng 3 năm 1990, khi hiến pháp của đất nước mới được thành đã được hoàn tất, mặc dù việc bãi bỏ chủ nghĩa Mác-Lênin trong cả nước vào năm 1989.

## Lịch sử
Ngày 26 tháng 10 năm 1972, quân đội lên nắm quyền tại Cộng hòa của Dahomey và giải thể Hội đồng Tổng thống và Quốc hội. Mathieu Kérékou đứng đầu chính phủ mới. Ngày 30 tháng 11, năm 1972, quốc gia này phát hành giác thư chế độ chính trị mới độc lập quốc gia. Một cơ quan mới, Hội đồng Quốc gia của Cách mạng đã được lập ra. Chính quyền lãnh thổ đã được cải cách, thị trưởng và đại biểu thay thế các cấu trúc truyền thống (trưởng thôn, tu, animist linh mục...). Ngày 30 tháng 11 năm 1974, ông tuyên bố trong thành phố Abomey, trước khi một hội đồng các danh nhân kinh ngạc, một bài phát biểu công bố việc gia nhập chính thức của chính phủ của ông với chủ nghĩa Mác-Lênin. 
Cộng hòa của Dahomey liên kết với Liên Xô. Đảng Cách mạng nhân dân Benin, được thiết kế như một đảng tiên phong, được lập ra trong cùng một ngày. Năm đầu tiên của chính phủ chủ nghĩa Mác được đánh dấu bằng những cuộc thanh trừng trong bộ máy nhà nước. Kérékou lên án, và đôi khi hành quyết những các đại diện khác nhau của các chế độ chính trị trước đây, và một số nhân viên của mình: Captain Michel Aipké, Bộ trưởng Nội vụ, đã bị kết án tử hình và thực thi trên một phụ trách ngoại tình với vợ của người đứng đầu nhà nước. Ông bị bắn, và các nhà hoạt động được mời đến để đi qua xác của ông. Ngày 30 Tháng 11 năm 1975, với lễ kỷ niệm đầu tiên của bài phát biểu của Abomey, tên quốc gia Dahomey về biểu tượng đã bị loại để chuyển sang dùng tên Benin, một tên gọi theo Liên minh của Benin đã từng phát triển rực rỡ ở nước láng giềng Nigeria. Quốc gia này trở thành nước Cộng hòa Benin. Ngày Quốc gia được chọn là ngày 30 tháng 11, đề cập đến ba ngày năm 1972, năm 1974, và 1975, được gọi là chế độ Vinh quang Ba.
Tháng 1 năm 1977, một cuộc đảo chính có tên là Chiến dịch Tôm chỉ huy bởi Bob Denard và được ủng hộ bởi Pháp, Gabon, Maroc đã thất bại và giúp chính quyền quốc gia này siết chặt chính sách hơn và chính thức chuyển đổi theo hướng một chính đảng-chính quyền.